# اعتراضات ۱۹۵۶ پوزنان
اعتراضات ۱۹۵۶ پوزنان (لهستانی: Poznański Czerwiec) که با نام ژوئن پوزنان (لهستانی: Poznański Czerwiec) نیز شناخته می‌گردد نخستین اعتراض از سلسله اعتراضاتی است که علیه دولت کمونیستی جمهوری خلق لهستان شکل گرفت.
در ابتدا کارگرانی که تقاضا شرایط کاری بهتری داشتند ۲۸ ژوئن ۱۹۵۶ در کارخانه سگی لسکی واقع در پوزنان دست به اعتصاب زدند که با سرکوب خشونت‌آمیز مواجه گشت. صد هزار نفر از مردم شهر در میدان اصلی که ساختمان وزارت امنیت عمومی قرار داشت تجمع نمودند. حدود ۴۰۰ عراده تانک و ده هزار سرباز ارتش خلق لهستان و قوای امنیت داخلی تحت فرماندهی ژنرال لهستانی‌تبار ارتش شوروی استانیسواو پوپوفسکی دست به سرکوب مردم معترض زدند که طی این سرکوب به سمت مردم معترض شلیک شد.
آمار تلفات ببین ۵۷ تا بیش از ۱۰۰ نفر تخمین زده می‌شود که در میان کشته شدگان پسری ۱۳ ساله به نام رومک اشتواسکی نیز وجود داشت. افزون بر این صدها تن از مردم نیز زخمی گشتند. واقعه پوزنان یک نقطه عطف اساسی در مسیری بود که منجر به اکتبر لهستان و ایجاد دولت‌هایی گشت که کمتر از قبل تحت هدایت جماهیر شوروی قرار داشتند.